# Kalanchoe miniata
Kalanchoe miniata är en fetbladsväxtart som beskrevs av Hilsenb., Amp; Boj. och Louis René Tulasne. Kalanchoe miniata ingår i släktet Kalanchoe och familjen fetbladsväxter. Inga underarter finns listade i Catalogue of Life.